# Ambrus (Frankrijk)
Ambrus is een gemeente in het Franse departement Lot-et-Garonne (regio Nouvelle-Aquitaine) en telt 97 inwoners (2009). De plaats maakt deel uit van het arrondissement Nérac.

## Geografie
De oppervlakte van Ambrus bedraagt 13,0 km², de bevolkingsdichtheid is dus 7,5 inwoners per km².
De onderstaande kaart toont de ligging van Ambrus (Frankrijk) met de belangrijkste infrastructuur en aangrenzende gemeenten.

## Demografie
Onderstaande figuur toont het verloop van het inwonertal (bron: INSEE-tellingen).